# Punta de Teno
Punta de Teno är en udde i Spanien.   Den ligger i provinsen Provincia de Santa Cruz de Tenerife och regionen Kanarieöarna, i den sydvästra delen av landet, 1 800 km sydväst om huvudstaden Madrid.
Terrängen inåt land är huvudsakligen kuperad, men österut är den bergig. Havet är nära Punta de Teno västerut.  Närmaste större samhälle är Buenavista del Norte, 7,2 km nordost om Punta de Teno. 